# Inoffizielle Ringer-Weltmeisterschaften 1905
Die in heutiger Wertung Inoffiziellen Ringer-Weltmeisterschaften 1905 fanden vom 11. bis zum 13. Juni 1905 in Duisburg statt. Die Ringer wurden in drei Gewichtsklassen unterteilt. Gerungen wurde im damals üblichen griechisch-römischen Stil. Die offiziellen Ringer-Weltmeisterschaften 1905 waren bereits im April 1905 in Berlin ausgetragen worden. Neben Willi Dießner, dem Zweiten der inoffiziellen Ringer-Europameisterschaften 1905, gewannen Theodor Eckert, ein weiterer Ringer aus dem Deutschen Reich, sowie Verner Weckman, ein finnischer Student aus Karlsruhe, die Wettbewerbe.

## Ergebnisse

### Kategorie bis 75 kg
| Platz | Land            | Sportler          |
| ----- | --------------- | ----------------- |
| 1     | Deutsches Reich | Theodor Eckert    |
| 2     | Deutsches Reich | Alexander Biehler |
| 3     | Deutsches Reich | Willy Schäfer     |
| 4     | Belgien         | Philipp de Haas   |
| 5     | Deutsches Reich | Fritz Schauss     |
| 6     | Deutsches Reich | Emil Kerstan      |

### Kategorie bis 85 kg
| Platz | Land            | Sportler         |
| ----- | --------------- | ---------------- |
| 1     | Deutsches Reich | Willi Dießner    |
| 2     | Deutsches Reich | Philip Schmitz   |
| 3     | Deutsches Reich | Otto Friedrich   |
| 4     | Deutsches Reich | Fritz Diller     |
| 5     | Deutsches Reich | Ferdinand Töller |
| 6     | Deutsches Reich | Heinrich Poll    |

### Kategorie über 85 kg
| Platz | Land                    | Sportler                |
| ----- | ----------------------- | ----------------------- |
| 1     | Großfürstentum Finnland | Verner Weckman          |
| 2     | Deutsches Reich         | Friedrich Müller        |
| 3     | Deutsches Reich         | Gustav Sperling         |
| 4     | Deutsches Reich         | Christoph Bähringhausen |
| 5     | Deutsches Reich         | August Kunst            |
| 6     | Deutsches Reich         | Willy Born              |